# 九江学院
九江学院是一所位于中国江西省九江市濂溪区的公办全日制本科普通高等院校。

## 历史沿革
九江学院的办学历史可上溯至1901年创办的但福德医院护士学校，2002年3月，中华人民共和国教育部同意九江财经高等专科学校、九江师范专科学校、九江医学专科学校和九江教育学院合并组建九江学院。

## 党政管理机构
- 党政办公室
- 纪律检查委员会
- 组织部（机关党委、党校）
- 宣传部（文明校园建设办公室）
- 统战部
- 离退休人员工作处
- 人事处（党委教师工作部）
- 审计处
- 教务处（教师教学发展中心）
- 科研处（社会服务办公室)
- 发展规划与研究生处（学科建设处）
- 教学质量监控与评估处
- 国际合作交流处（港澳台办公室）
- 学生工作处（党委学生工作部、党委武装部、学生资助管理中心）
- 招生与就业处（大学生就业指导服务中心）
- 财务处
- 资产管理处（招标与采购中心）
- 基建处
- 保卫处（平安建设办公室）
- 后勤管理处
- 团委
- 工会

## 教学机构
- 马克思主义学院
- 经济学院
- 法学院
- 教育学院
- 体育学院
- 文学院
- 外国语学院
- 理学院
- 化学化工学院
- 机械与智能制造学院
- 材料科学与工程学院
- 电子信息工程学院
- 计算机与大数据科学学院
- 建筑工程与规划学院
- 资源环境学院
- 基础医学院
- 临床医学院
- 口腔医学院
- 护理学院
- 药学与生命科学学院
- 管理学院
- 旅游与地理学院
- 艺术学院
- 国际教育学院
- 创新创业学院
- 继续教育学院

## 教辅机构
- 图书馆
- 大学科技园管理办公室
- 学报编辑部
- 校友联络与服务中心
- 信息技术中心
- 实验室与教育技术中心
- 医学部档案馆
- 校医院
- 艺术教育中心

## 科研机构
- 庐山文化研究中心
- 江西长江经济带研究院
- 江西油茶研究中心
- 江西省材料表面再制造工程技术研究中心
- 江西省系统生物医学重点实验室
- 星火有机硅产业研究中心
- 江西省微结构功能材料重点实验室
- 高等教育研究所
- 柬埔寨研究中心
- 江西省数控技术与应用重点实验室
- 江西开放型经济研究中心
- 认知科学与跨学科研究中心
- 社会系统学研究中心
- 沿江产业开发研究中心
- 长江绿色氢能源产业研究院
- 江西省生态化工工程技术研究中心

## 附属机构
- 附属医院
- 附属口腔医院
- 第二附属医院
- 江西竞知科技发展(集团)有限公司